# Campionato europeo femminile di pallacanestro Under-18 2015
Il Campionato europeo femminile di pallacanestro Under-18 2015 (noto anche come FIBA EuroBasket Women Under-18 2015) si è svolto in Slovenia, a Celje.

## Classifica finale
| Campione d'Europa | Campione d'Europa | Campione d'Europa |
| ----------------- | ----------------- | ----------------- |
| Spagna            |                   |                   |
| Argento           | Francia           |                   |
| Bronzo            | Russia            |                   |
| 4.                | Italia            |                   |
| 5.                | Slovenia          |                   |
| 6.                | Rep. Ceca         |                   |
| 7.                | Belgio            |                   |
| 8.                | Paesi Bassi       |                   |
| 9.                | Croazia           |                   |
| 10.               | Lituania          |                   |
| 11.               | Serbia            |                   |
| 12.               | Israele           |                   |
| 13.               | Ungheria          |                   |
| 14.               | Polonia           |                   |
| 15.               | Portogallo        |                   |
| 16.               | Estonia           |                   |